# Gdium

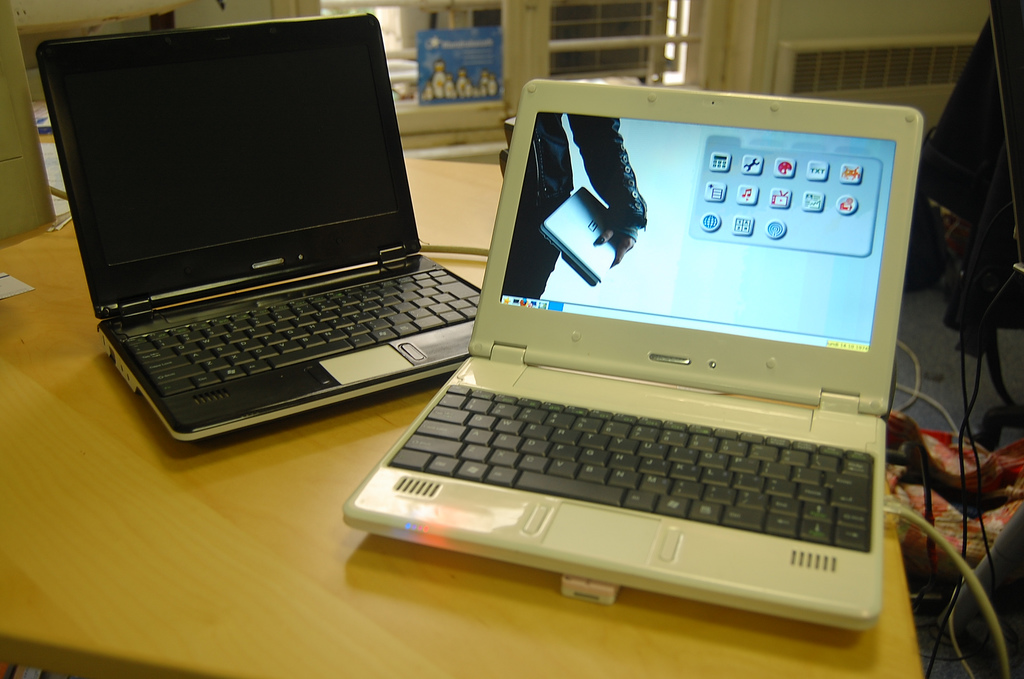
GDium

Le Gdium est un netbook élaboré par EMTEC, filiale de la société française Dexxon Data Media. 

## Caractéristiques
La machine a comme particularités son processeur MIPS Loongson et l'utilisation d'une clé USB comme mode de stockage. La machine est accompagnée d'un site librement consultable, regroupant des informations relatives à la machine, des logiciels compilés pour MIPS et des contenus pédagogiques à l'usage des enseignants et de leurs élèves. Les contenus seront certifiés ou non et identifiés comme tels.

## Résumé technique
Le Gdium Liberty 1000 utilise un processeur MIPS Loongson 64-bit de STMicroelectronics et un stockage amovible spécial de 8 ou 16 Go, appelé la G-Key. La clé est complètement silencieuse et risque moins de dommage mécanique qu'un disque dur classique. Un lecteur de carte SD/SDHC/MMC est également inclus.
Le Gdium n'est disponible qu'en version Linux, son système démarre en 30 secondes. La distribution Linux utilisée, la Mandriva G-Linux, utilise le gestionnaire de fenêtres Metacity complétée de lxpanel (de LXDE) et d'une interface idesk. Une cinquantaine d'applications sont embarquées sur la G-Key dont OpenOffice.org, Mozilla Firefox, Mozilla Thunderbird, The GIMP ainsi que d'autres applications, dont certaines éducatives.

### Spécifications
- Écran : 10 (254 mm)
- Résolution: 1024 x 600
- CPU: 900 MHz 64bits Loongson™ 2F by STMicroelectronics
- Système d'exploitation : Mandriva G-Linux
- Processeur vidéo : Silicon Motion SM502 with 16MB
- Mémoire vive : 512MB DDR2
- Mémoire amovible : clé USB G-Key de 8Go ou 16Go
- Webcam: 1,3Mpixels
- Clavier : 240mm de long et 96,8mm de large.
- WiFi : WiFi 802.11 b/g
- LAN: 10/100 Mbs
- Autonomie de la batterie / Capacité : 4 hours / 5000 mAh
- Lecteur de carte SD / SDHC / MMC
- 3 ports USB : 2 standards USB 2.0 et 1 USB 2.0 pour la G-Key
- Sortie VGA 15 broches D-sub permettant d'atteindre une résolution de 1280x1024 sur un écran externe
- Sortie casque pour prise de 3,5 mm
- Entrée micro pour prise de 3,5 mm
- Dimensions: 250 x 182 x 32 mm
- Poids: 1,2 kg[1]